# Oribatula vulgaris
Oribatula vulgaris är en kvalsterart som först beskrevs av Bulanova-Zachvatkina 1967.  Oribatula vulgaris ingår i släktet Oribatula och familjen Oribatulidae. Inga underarter finns listade i Catalogue of Life.